# Alberto Alberti (cardinal)
Pour les articles homonymes, voir Alberto Alberti et Alberti.
Alberto Alberti est un cardinal italien, né en 1386 à Arezzo (en république de Florence, Italie) et mort le 3 ou le 11 août 1445 au monastère de Grottaferrata (Latium, dans les États pontificaux).

## Biographie
Alberti est chanoine à Florence, protonotaire apostolique et gouverneur de Pérouse. En 1437, il est nommé administrateur de Camerino.
Le pape Eugène IV le crée cardinal lors du consistoire du 18 décembre 1439. le cardinal Alberti est nommé légat en Sicile pour réconcilier le duc René d'Anjou et le roi Alphonse V d'Aragon. Albert est camerlingue du Sacré Collège à partir d'octobre 1444.  Il est un des cardinaux chargés de la canonisation de Bernardin de Sienne.